# フォード・LCF
LCF (エル・シー・エフ、Low Cab Forward) は、アメリカ合衆国の自動車メーカー、フォード・モーターにより2006年から2009年にかけて製造・販売されたキャブオーバー型の中型トラックである。

## 概要
2004年3月25日、ケンタッキー州ルイビル市において開催されたミッドアメリカトラッキングショーにおいて、発表される。シャシはPHN131型F-450/F-550に由来しており、キャビンはWH系マツダ・タイタンに由来する。なお、グリルのみPHN131型F-450/F-550に共通するスタイルとした。
2006年5月4日、製造開始される。標準装備される装備は、手動ウィンドウ、スチールホイール、ボディ同色グリルであり、オプション装備される装備は、パワーウィンドウ、クロームグリル、クロームバンパー、クロームホイールである。
同車は、同社が1996年に北米市場におけるフォード・カーゴの意匠権をフレイトライナー・トラックスへ売却して以来、初のキャブオーバー型車であり、いすゞ・NPR (及びリバッジ車であるシボレー/GMC・Nシリーズ) が独占するクラス4及びクラス5市場向けに開発された。 ホイールベースは複数、展開されており、ダンプ車、消防車、レッカー車、ボックス車、積載形クレーン車、平ボディ車、ステークボディ車などが架装可能である。
ナビスター・インターナショナルとの合弁事業『ブルーダイヤモンド』の一環として実現した同車は、ナビスター側においてもインターナショナル・CF-500/CF-600 (シー・エフ・ファイブハンドレッド/シー・エフ・シックスハンドレッド) /シティスター (CityStar) として販売された。 合弁事業の一環として実現した最初で最後となる共同開発車であり、F-650/F-750及びインターナショナル・デュラスターと共に、ヌエボ・レオン州ヘネラル・エスコベド市において製造された。
しかし、同車の販売は振るわず、2009年に製造終了となった。  現時点において、同車は同社により北米市場において製造・販売された最後のキャブオーバー型車である。